# Trey Spruance

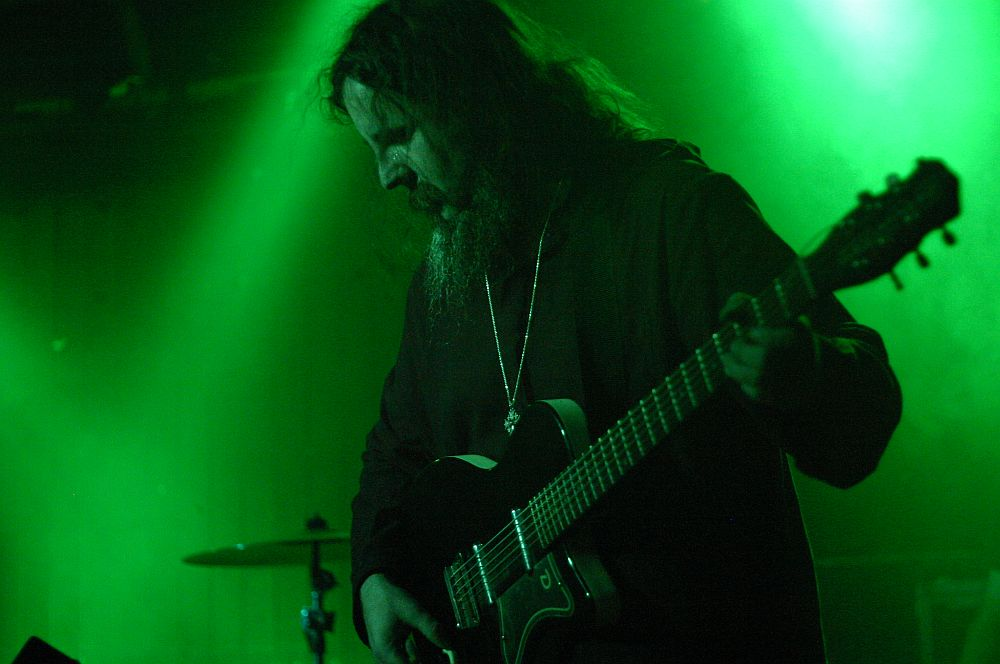
Trey Spruance con Asva en Arena (Viena, Austria), 2008

Preston Lea Spruance III (Eureka, California; 14 de agosto de 1969) es un compositor, productor y músico estadounidense. Más conocido por ser el guitarrista de Mr. Bungle. También es multiinstrumentista, abordando instrumentos como el teclado, órgano, bajo, sintetizador y una gran cantidad de instrumentos del medio oriente.

## Historia
Trey Spruance empezó a tocar guitarra a los 13 años, cuando se vio forzado a elegir entre eso o diseñar videojuegos, o dedicarse al karate. También dijo que era muy nerd cuando niño, lo que ocasionaba problemas en la escuela. En una entrevista, cuando le preguntaron sobre la letra de "Everyone I Went to High School With Is Dead", dijo que era una historia real, que el, Dunn y Patton iban en el mismo instituto, y que podían preguntarle a cualquiera. Sus primera influencia fue Devo, de hecho dijo que fue ese grupo el que lo impulso a tocar la guitarra, y que después había llegado Slayer. En el instituto forma Mr.Bungle con Mike Patton y Trevor Dunn. Luego de la primera gira de Mr.Bungle forma "Faxed Head", un grupo de Death metal, usando el apodo de "Neck Head".Se unió a la famosa banda de su compañero Patton, Faith No More, con el que grabó King for a Day... Fool for a Lifetime, pero el cual se fue por motivos desconocidos. Después de Disco Volante forma la banda Secret Chiefs 3, con la cual hasta la actualidad no ha parado de trabajar.
Se cree que el motivo por el cual Mr.Bungle se disolvió, fue por la mala relación que este tenía con Patton.
Spruance ha colaborado con muchos músicos importantes, como John Zorn.
Faxed Head esta inactiva desde el lanzamiento de su último disco "Chiropractic", no obstante se espera el lanzamiento de un DVD "Faxed Head: Live in Japan", probablemente a finales del 2008.
En el año 2011 volvió a tocar con Faith No More para el Festival Maquinaria en Santiago de Chile.

## Mimicry Records
Spruance es dueño de su propio sello, el cual se creó a fines de los 90s, "por una gran necesidad", esto debido a que Yellow Records, les había cerrado las puertas no había otro sello que lo pudiera acoger con su música. Entre algunos músicos pertenecientes al sello se encuentran Estradasphere, Secret Chiefs 3, entre otros.

## Discografía
Mr. Bungle
- 1991 - Mr. Bungle
- 1995 - Disco Volante
- 1999 - California
- 2020 - The Raging Wrath Of The Easter Bunny Demo

Faith No More
- 1995 - King for a Day... Fool for a Lifetime

Secret Chiefs 3
- 1996 - First Grand Constitution and Bylaws
- 1997 - Second Grand Constitution and Bylaws: Hurqalya
- 1998 - Eyes of Flesh, Eyes of Flame  (en vivo)
- 2001 - Book M
- 2004 - Book of Horizons
- 2007 - Path of Most Resistance (compilatorio de algunas canciones, más rarezas y versiones)
- 2008 - Xaphan: Book of Angels Volume 9 (Secret Chiefs 3 tocando composiciones de John Zorn)

Faxed Head
- 1995 - Uncomfortable But Free
- 1997 - Exhumed At Birth
- 2001 - Chiropractic

John Zorn
- 1991 - Elegy

Como productor:
- 2001 - Chiropractic de Faxed Head
- 2004 - I'll Have What's She's Having de The Tuna Helpers
- 2005 - Death After Life de Impaled